# 히가시나카가미역
히가시나카가미역(일본어: 東中神駅, ひがしなかがみえき)은 일본 도쿄도 아키시마시에 있는 철도역이다.

## 타는 곳
| 1 | ■ 오메 선 | 하이지마·오메·오쿠타마 방면 이쓰카이치 선에 직결 운행 무사시이쓰카이치 방면 |
| 2 | ■ 오메 선 | 다치카와·신주쿠·도쿄 방면                                                   |

## 역세권 정보
- 쇼와 기념 공원

## 역사
- 1942년 7월 1일: 영업 개시.

## 인접역
| 동일본 여객철도 오메 선    | 동일본 여객철도 오메 선 | 동일본 여객철도 오메 선 |
| -------------------------- | ----------------------- | ----------------------- |
| 니시타치카와 다치카와 방면 | 오메 선                 | 나카가미 오메 방면      |